# 田中章 (陸上選手)
田中 章（たなか あきら、1942年3月10日 - ）は、日本の陸上選手。110mハードルで1964年東京オリンピック代表に選ばれている。
関西学院大学を卒業後、名古屋鉄道に入り1964年の東京オリンピックの110mハードル日本代表となった。鉄道事業者の従業員が陸上選手と言う事例は珍しい存在であった。
その後1967年、1968年と日本陸上競技選手権大会の110mハードルで2連覇している。